# 奈良郵便輸送
奈良郵便輸送株式会社（ならゆうびんゆそう）は、奈良県奈良市に本社を置く運送事業者。奈良交通の連結子会社である。郵便物、ゆうパックの輸送事業などを行っている。また、郵便輸送のほかに柿の葉すしの輸送も行っている。

## 概要
1988年3月、奈良交通株式会社郵便輸送部から独立して誕生。車両数46両。2016年11月、中和営業所が安全性優良事業所（Gマーク）認定の10年継続を評価され、奈良運輸支局より支局長表彰を受けた。

## 沿革
- 1921年（大正10年）- 松山自動車商会が桜井・松山局間のバスによる郵便物託送を受託。
- 1943年（昭和18年）- バス事業統合により奈良交通が事業を継承。
  - 鉄道輸送により、鉄道の駅から最寄りの郵便局への輸送と主要局への輸送はトラックが行い、山間地域などは路線バスの託送便による輸送。
- 1986年（昭和61年）10月31日 - 鉄道輸送からトラック輸送への転換、託送便の廃止。
- 1988年（昭和63年）3月 - 奈良郵便輸送株式会社設立。本社は奈良市油阪町の奈良交通本社内に置いた。その他、奈良営業所および吉野営業所を設置。
- 1994年（平成6年）3月 - 本社と奈良営業所を奈良市七条町に新築移転。
- 2000年（平成12年）3月31日 - 郵便物のポスト収集便からの撤退。
- 2010年（平成22年）7月1日 - 宅配便事業の統合（日通ペリカン便）による二元輸送への転換。
- 2011年（平成23年）8月28日 - 再度、混載便による一元輸送へ統合。
- 2018年（平成30年）3月 - 会社創立30周年。

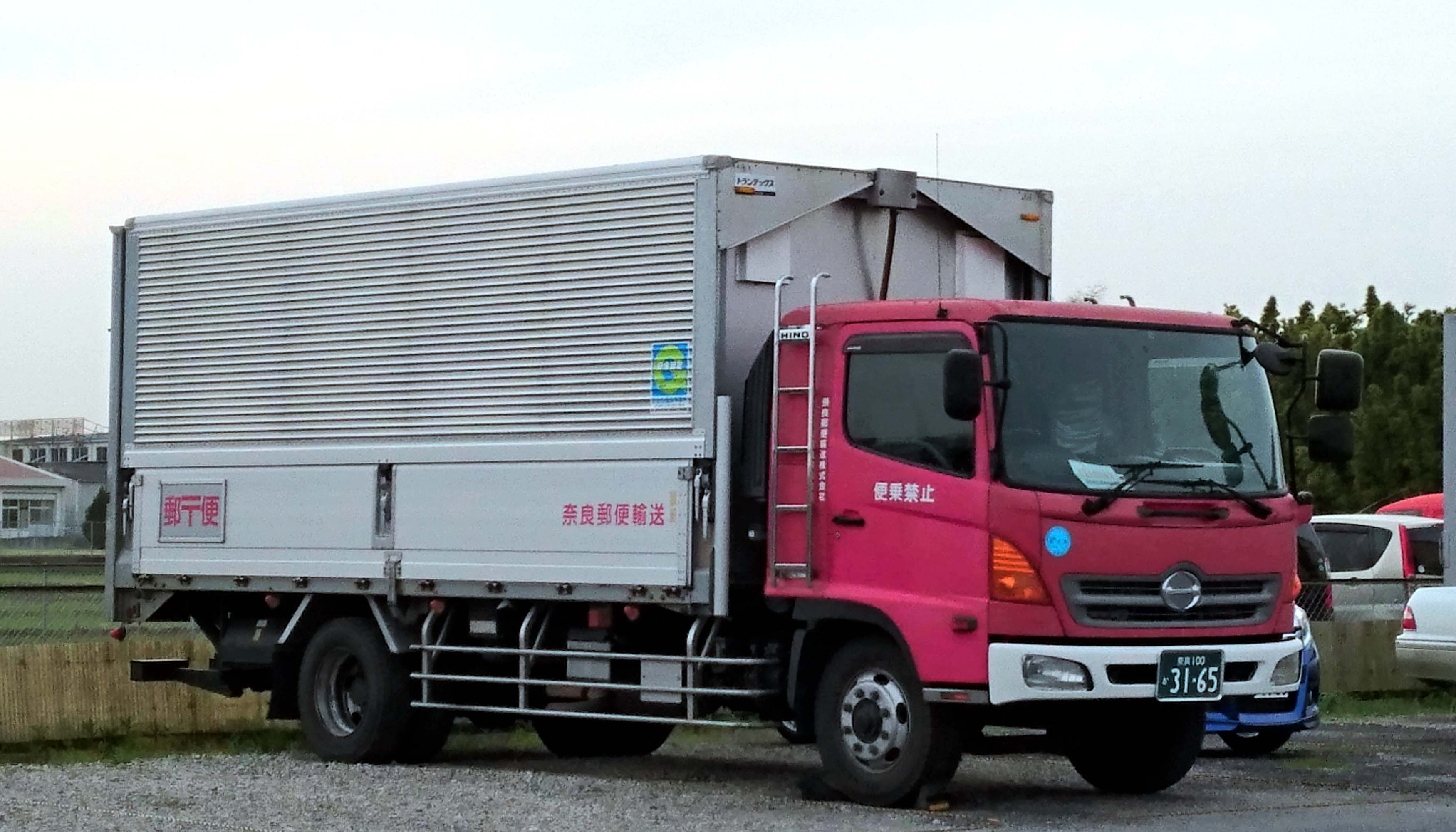
奈良郵便輸送のトラック

## 営業所
- 奈良営業所 - 奈良市七条町11-1
- 中和営業所 - 奈良県高市郡高取町観覚寺725